# Patrick Makau Musyoki
Patrick Makau Musyoki (Manyanzwani, Província Oriental, Kenya, 2 de març de 1985) és un atleta kenyà. Ostenta el rècord del món de marató amb un temps de 2:03:38, que va fer a l'edició de 2011 de la Marató de Berlín. Destaca també per les seves actuacions en la mitja marató, prova en què ha guanyat nombroses competicions a Europa. El seu temps de 58:52 a la mitja marató Ras Al Khaimah el 2009 és la sisena millor marca mundial de tots els temps.